# Joseph Nimmo
Joseph Nimmo ( ? - 7 de agosto de 1854 ) fue un funcionario y botánico británico, probablemente nacido en la India. Participó en el estudio de las plantas de Bombay, publicado póstumamente por John Graham (1805-1839). En 1819, estaba al servicio del Gobierno en Surat, India.
Mantuvo correspondencia con Joseph Dalton Hooker

## Honores

### Epónimos
- (Lythraceae) Nimmoia Wight[4]
- (Meliaceae) Nimmoia Wight[5]

- La abreviatura «Nimmo» se emplea para indicar a Joseph Nimmo como autoridad en la descripción y clasificación científica de los vegetales.[6]